# Городня (Батецкий район)
Городня — деревня в Батецком муниципальном районе Новгородской области, относится к Батецкому сельскому поселению.

## Географическое расположение
Деревня расположена на реке Городонька — притоке реки Чёрной, на северо-западе района, в 5 км северо-западнее административного центра района — посёлка Батецкий и в 2 км южнее деревни Чёрная.

## Экономика
В Городне действует ЗАО «Садко», бывший колхоз «Путь к счастью», специализируется на молочном животноводстве.

## История и достопримечательности
Согласно материалам по статистике народного хозяйства Лужского уезда 1891 года, имение при селении Городня площадью 231 десятина принадлежало дворянам М. В. и С. В. Всеволожским.
Церковь Димитрия Солунского, 1826 года, была закрыта в 1939 году. В 1945 году в храме возобновились службы, в то время храм относился к VI Лужскому благочинническому округу Ленинградской епархии. В 1960 году началась кампания по закрытию храма, инициированная Батецким райкомом КПСС, и в марте 1961 года церковь вновь была закрыта. Жители собрали 617 подписей и направили в Совет по делам Русской Православной Церкви с просьбой не закрывать храм, но за 10 и 11 марта 1961 года храм по решению местных и областных партийных властей был разгромлен, кресты и купала демонтированы. Через 40 лет храм был возвращён верующим, с 1997 года относится к вновь образованному Батецкому благочинию Новгородской епархии.
В деревне есть Братская могила советских воинов, погибших во время Великой Отечественной войны в боях за близлежащие деревни.
До марта 2009 года Городня была административным центром Городенского сельского поселения. По итогам референдума в областной закон № 559 — ОЗ были внесены изменения от 31 марта 2009 года, Городенское сельское поселение было упразднено, а его территория вошла в состав Батецкого сельского поселения.

## Социально значимые объекты
В деревне действует основная общеобразовательная школа, в декабре 2003 года был открыт новый Дом культуры, в 2005 году там проходил этнографический фестиваль, также в Городне имеется детский сад, магазины райпо и частных предпринимателей, отделение почтовой связи, населению предоставляются услуги информационной-телекоммуникационной сети «Интернет», хорошо действует подвижная радиотелефонная связь.

## Транспорт
В километре южнее Городни проходит автодорога, связывающая Лугу с Великим Новгородом. Ближайшая железнодорожная станция Батецкая Октябрьской железной дороги на линии Санкт-Петербург — Витебск находится в посёлке Батецкий, а ближайшие остановочные пункты («29 км» и «Русыня») на железнодорожной линии Луга — Новгород-на-Волхове расположены в 4 км южнее деревни, за рекой Лугой.